# Noyers-Thelonne
Pour les articles homonymes, voir Noyers et Thelonne (homonymie).
Noyers-Thelonne est une ancienne commune française, située dans le département des Ardennes en région Grand Est.
La commune a existé de 1793 à 1828.

## Toponymie
Noyers est attesté sous la forme latinisée de Nucibus en 1362,.

Il s'agit d'un type toponymique médiéval signifiant « les noyers »,. L'absence d'article suggère une formation précoce.
Le nom Thelonne est dérivé du mot gaulois telon qui désigne une source ou un cours d'eau, suivi d'une désinence -a.

## Histoire
Elle a été créée en 1793 par la fusion des communes de Noyers et de Thelonne. 
En 1828 elle a fusionné avec la commune de Chaumont-Saint-Quentin pour former la nouvelle commune de Noyers-Pont-Maugis. Thelonne redevient une commune indépendante en 1883.

## Administration
| Période                                  | Période | Identité | Étiquette | Qualité |
| ---------------------------------------- | ------- | -------- | --------- | ------- |
| Les données manquantes sont à compléter. |         |          |           |         |
|                                          |         |          |           |         |

## Démographie
| 1793 | 1800 | 1806 | 1821 |
| ---- | ---- | ---- | ---- |
| 350  | 316  | 397  | 395  |

Histogramme

(élaboration graphique par Wikipédia)